# Prvenstvo Dalmacije u nogometu 1910.
Prvo Prvenstvo Dalmacije u nogometu za talijanske klubove (također i kao tal. "Primo Campionato Regionale Dalmata", ponegdje i naveden kao "Zadarski kup", "Regionalni kup Dalmacije") je održano 26. prosinca 1910. u Zadru uz pobjedu momčadi "Forza e Coraggio di Ragusa" iz Dubrovnika. 
Utakmica je prvotno trebala biti odigrana na lokaciji Campo Marzio. Odigrana je na tržnici (al Mercato). Susret je počeo u 15 sati, a sudio ga je Nicolo Degiovanni.

## Sudionici
- Forza e Coraggio di Ragusa – Dubrovnik
- Associazione Ginnastica e Scherma di Zara – Zadar

## Momčadi
Izvor:
Forza e Coraggio di Ragusa
- Igrači: Enrico de Serragli, Davide Tolentino, Guglielmo Zaccagna, L. Giuseppe, Camillo de Serragli, Giovanni Posinac, F. Natale, Tommaso Storelli, Raoul Bracanović, Franco Tripalo, N. Putilli
- Rezerva: Leonardo Dileo
- Trener: Raoul Bracanović

Associazione Ginnastica e Scherma di Zara
- Igrači: Bruno Maier, Vicenzo Marussich, Ugo Giacasa, Alfredo Toniatti, Giuseppe Rolli, Matteo Marsan, Nicolo Tramontana, Carlo Toniatti, Giovanni Dostal, Riccardo Zohar, Vladimir Bakmaz
- Rezerva: Alfredo de Denaro

## Rezultat
| Associazione Ginnastica e Scherma di Zara |  | – |  | Forza e Coraggio di Ragusa |  | 1:3 |